# Juan Bethencourt Alfonso
Juan Bethencourt Alfonso (San Miguel de Abona, Tenerife, 5 de febrero de 1847 - Santa Cruz de Tenerife, 29 de agosto de 1913) fue un importante historiador y médico canario. Escribió los 3 tomos de la colección de libros de historia canaria "Historia del Pueblo Guanche", que se convirtieron en algunos de los más destacados libros de historia aborigen.

## Biografía
Juan Bethencourt Alfonso nació el 5 de febrero de 1847, en San Miguel de Abona, Tenerife (Islas Canarias). Estudió medicina en Madrid (España). Tras licenciarse se estableció en Santa Cruz de Tenerife donde desempeñó la carrera de profesor y médico. Además de estas profesiones, desarrolló una carrera periodística y se incorporó al Partido Liberal, iniciándose también como político. Más tarde, realizó estudios sobre la población guanche de Tenerife. Así como de su supervivencia después de la conquista castellana. También estudió la tradición oral de esa isla, ya que contenía costumbres heredadas de los guanches (la lucha canaria, etc), al igual que ocurre en otras islas.
Fundó y fue director del Gabinete Científico  de Santa Cruz de Tenerife y junto con otros miembros destacados del mismo como Rosendo García-Ramos y Bretillard y Carlos Pizarroso y Belmonte realizó muy importantes aportaciones al estudio del mundo indígena canario. Más tarde este gabinete formó una sección del Museo Arqueológico Municipal de Santa Cruz de Tenerife. Además, realizó una serie de encuestas en canarias sobre las tradiciones y costumbres de las islas, publicando también varios trabajos con información totalmente nueva en diferentes medios como la Revista de Canarias, que iniciaron los estudios sobre la población aborigen canaria, a pesar de que dichos trabajos son, actualmente, criticados por los historiadores canarios.
Fue uno de los primeros investigadores que estudiaron los ídolos guanches, sobre todo el célebre idolillo llamado Guatimac en el año 1885, encontrado en el barranco de Herques en el municipio de Fasnia y actualmente expuesto en el Museo Arqueológico del Puerto de la Cruz. Él fue una de las personas que, junto a los historiadores Eduardo Tarquis y Antonio Domínguez Alfonso, demandaron una restitución de la Real Academia de Bellas Artes que había ejecutado la Corona española en el año 1913. La demanda tuvo éxito y la restitución fue lograda. Sus méritos y su importancia dentro del estudio de las antiguas poblaciones canarias lo incorporaron en el grupo de numerarios de la Academia, convirtiéndose así, el 6 de agosto de 1913, en el primer miembro de la sección de Arquitectura. Sin embargo, por esos tiempos se encontraba muy enfermo, por lo que no pudo acudir a la junta constituyente de la corporación, muriendo en agosto de ese año (1913), sin haber podido unirse a la Real Academia de Bellas Artes. Fue enterrado en el cementerio de San Rafael y San Roque.

## Obras
Escribió muchas obras a lo largo de su carrera. Su obra más importante es la "Historia del Pueblo Guanche", dividida en tres tomos y 
desconocida hasta comienzos de los años noventa del siglo XX. La obra salió a la luz por un intento de dar a conocer su conocimiento sobre la historia guanche.
Su legado es hoy considerado como un elemento muy importante para conocer la cultura canaria de su tiempo.
Junto a sus artículos periodísticos, sus libros más importantes fueron:
- "Costumbres populares canarias de matrimonio, nacimiento y muerte" Santa Cruz de Tenerife, ed. 1985.
- "Los aborígenes canarios". Santa Cruz de Tenerife, ed. 1985.
- "Historia del Pueblo Guanche" Santa Cruz de Tenerife, tomos I, II y III publicados a partir de 1991.

Estos libros han sido editados y reeditados un siglo después de escritos.